# 당자자능력
당사자능력이란 소송의 당사자로서 원고가 되고 피고가 되기 위하여 구비하지 않으면 아니 될 능력을 말한다. 살아 있는 사람이라면 누구나 예외 없이 그 능력을 구비한다. 사망하면 그 능력을 잃게 되는 시점에서 소송의 절차도 중지되고 상속인이 대신하여 절차를 취할 때까지 기다리게 된다. 회사나 기타 단체의 경우도 법인으로서의 인격이 인정되는 한 당사자로서의 능력을 가진다. 문제가 되는 것은 법인으로서는 인정되지 않음에도 불구하고 현실의 사회에서는 불완전하면서도 법인다운 활동을 영위하고 있는 단체의 취급인데, 민사재판의 면에서는 현실적으로 사회적 활동을 하고 있으며, 대표자 또는 관리자가 정하여져 있는 경우에는 그 단체의 명의로 소를 제기하거나 제기를 받을 수 있는 능력을 인정한다.

## 참고 자료
- 조상희, 『법학전문대학원 민사소송법 기본강의』. 한국학술정보(주), 2009. ISBN 978-89-534-2307-7